# برتسانو دی سن پیترو
برتسانو دی سن پیترو (به ایتالیایی: Berzano di San Pietro) یک کومونه در ایتالیا است که در استان آسته واقع شده‌است.

## خصوصیات
برتسانو دی سن پیترو ۷٫۴ کیلومترمربع مساحت و ۴۴۰ نفر جمعیت دارد.